# Naomi Oreskes
Naomi Oreskes   (Nova York, 25 de novembre de 1958) és una historiadora de la ciència estatunidenca. Es va convertir en professora d'Història de la Ciència i de Ciències de la Terra a la Universitat Harvard el 2013, després de 15 anys com a professora d'Història i Estudis de la Ciència a la Universitat de Califòrnia a San Diego.
Ha treballat des de la geofísica qüestions ambientals com l'escalfament global. El 2010 va ser coautora de Merchants of Doubt en què va identificar alguns paral·lelismes entre el debat sobre el canvi climàtic i algunes controvèrsies públiques anteriors, en particular la campanya de la indústria del tabac per a ocultar la relació entre el tabaquisme i les malalties derivades.

## Trajectòria
Oreskes és filla de Susan Eileen, mestra, i Irwin Oreskes, professor de ciències de laboratori mèdic i antic degà de l'Escola de Ciències de la Salut del Hunter College de Nova York. Té tres germans: Michael Oreskes, periodista, Daniel Oreskes, actor i Rebecca Oreskes, escriptora i antiga guardaboscos del Servei Forestal dels EUA.
Va estudiar a la Stuyvesant High School de Nova York i va llicenciar-se en geologia minera a la Royal School of Mines de l'Imperial College London el 1981. Més endavant es va doctorar a la Universitat Stanford en recerca geològica i història de la ciència. Oreskes ha treballat com a consultora per a l'Agència de Protecció Ambiental dels Estats Units i l'Acadèmia Nacional de Ciències, i també ha impartit classes a la Universitat de Dartmouth, la Universitat de Nova York, la UCSD i la Universitat Harvard. Va rebre el Young Investigator Award de la National Science Foundation el 1994. Com a exemple d'estudi de mètodes científics, va escriure sobre la validació estadística de models a les ciències de la Terra.
Oreskes va escriure l'assaig «The Scientific Consensus on Climate Change», publicat a la revista Science el desembre de 2004, a partir d'una anàlisi de «928 resums, publicats en revistes científiques entre 1993 i 2003 i a la base de dades de l'Institut per a la Informació Científica amb les paraules clau "canvi climàtic global"». L'assaig provava la hipòtesi que la redacció d'informes i declaracions de societats com el Grup Intergovernamental sobre el Canvi Climàtic, l'Associació americana per a l'avenç de la ciència i l'Acadèmia Nacional de Ciències podrien restar importància a les opinions discrepants legítimes sobre el canvi climàtic antropogènic. Després de l'anàlisi, va concloure que el 75% dels resums examinats, ja sigui explícitament o implícitament, donaven suport a la visió de consens, mentre que cap no hi discrepava directament. L'assaig va rebre una gran atenció mediàtica arreu del món i va ser citat per figures destacades com Al Gore a la pel·lícula An Inconvenient Truth.
El 2007, Oreskes va ampliar la seva anàlisi i va afirmar que aproximadament el 20% dels resums avalaven explícitament el consens sobre el canvi climàtic que: «El clima de la Terra està essent afectat per les activitats humanes». A més, el 55% dels resums va avalar «implícitament» el consens participant en investigacions per caracteritzar l'impacte actual i/o futur del canvi climàtic o per mitigar els canvis previstos. El 25% restant es va centrar en la paleoclimatologia o en el desenvolupament de tècniques de mesura.

### Merchants of Doubt
Merchants of Doubt és un llibre del 2010 de Naomi Oreskes i Erik M. Conway. Oreskes i Conway identifiquen alguns paral·lelismes notables entre el debat sobre el canvi climàtic i les controvèrsies anteriors sobre el tabaquisme, la pluja àcida o el forat de la capa d'ozó. Argumenten que difondre el dubte i la confusió era l'estratègia bàsica dels que s'oposaven a l'acció en cada cas.
Una documental homònim, inspirat en el llibre, es va estrenar el 2015. Una altra pel·lícula estrenada el 2020 va ser The Campaign Against the Climate, un documental dirigit pel periodista i cineasta danès Mads Ellesøe.
El 2015, Oreskes va publicar un article d'opinió a The Guardian, titulat «There is a New Form of Climate Denialism to Look Out For - So Don't Celebrate Yet», en el qual afirma que els científics que demanen un ús continuat de l'energia nuclear són «negadors» de les energies renovables i creadors de «mites», i va citar com a exemple un article de quatre destacats científics del clima (James Hansen, Ken Caldeira, Kerry Emanuel i Tom Wigley) que defensen que l' energia nuclear s'ha d'utilitzar per combatre el canvi climàtic.
L'any 2015, els mitjans de comunicació van informar que els científics d'ExxonMobil havien trobat proves del canvi climàtic, però que, tanmateix, havien continuat generant dubtes al respecte, una acusació que també havia corroborat Oreskes. L'empresa va criticar Oreskes i la vè convidar a ella i al públic a llegir els 187 documents escrits entre 1977 i 2014. Ella i Geoffrey Supran ho van fer i van donar suport a la revista revisada per parells Environmental Research Letters.